# FC Carl Zeiss Jena
Az FC Carl Zeiss Jena német labdarúgóklub Jénában. Több névváltoztatás után (1917: 1. SV Jena, 1946: SG Ernst-Abbe Jena, 1948: SG Stadion Jena, 1949: BSG Carl Zeiss Jena, 1951: BSG Mechanik Jena, majd BSG Motor Jena, 1954: SC Motor Jena) 1966. január 20-án újraalapították az egyesületet FC Carl Zeiss Jena néven. A háromszoros NDK-bajnok (1963, 1968, 1970) egyesületnek 3605 tagja van. Az egyesület színei kék, sárga és fehér. A klub legnagyobb sikere 1981-ben a kupagyőztesek Európa-kupájának döntőjébe való bejutás volt, ahol 2–1 arányban alulmaradt a Dinamo Tbiliszivel szemben.
A német újraegyesítést követően a Jéna a másodosztályba került, ahol eleinte jó eredményeket ért el. Később hanyatlani kezdtek és az 1998–99-es szezonjuk elég gyengén sikerült, így a Regionalligában (harmadik osztály) kellett folytatniuk.

## Jelenlegi keret
2020. január 30. szerint.
| #  |     | Poszt | Név                                                |
| -- | --- | ----- | -------------------------------------------------- |
| 1  | GER | K     | Flemming Niemann                                   |
| 2  | GER | KP    | Max Gottwald                                       |
| 3  | GER | V     | Maximilian Rohr                                    |
| 4  | GER | V     | Marian Sarr                                        |
| 5  | GER | V     | Matthias Kühne                                     |
| 6  | GER | KP    | Ole Käuper (kölcsönben a Werder Bremen csapatától) |
| 7  | GER | CS    | Daniele Gabriele                                   |
| 8  | GER | KP    | Jannis Kübler                                      |
| 9  | GER | KP    | René Eckardt ()                                    |
| 10 | GER | KP    | Nico Hammann                                       |
| 11 | GER | CS    | Anton Donkor                                       |
| 12 | GER | K     | Lukas Sedlak                                       |
| 13 | GER | V     | Dominic Volkmer                                    |
| 14 | GER | KP    | Dominik Bock                                       |
| 15 | GER | V     | Marius Grösch                                      |
| 16 | GER | V     | Eric Voufack                                       |
| 17 | GER | V     | Pierre Fassnacht                                   |

| #  |     | Poszt | Név                                                    |
| -- | --- | ----- | ------------------------------------------------------ |
| 18 | GER | CS    | Niklas Jahn                                            |
| 20 | GER | V     | Tim Kircher (kölcsönben a Karlsruher SC csapatától)    |
| 21 | GER | V     | Patrick Schorr                                         |
| 22 | BEL | K     | Jo Coppens                                             |
| 23 | MNE | CS    | Meris Skenderović (kölcsönben a Hoffenheim csapatától) |
| 24 | GER | KP    | Maximilian Weiß                                        |
| 25 | GER | KP    | Justin Schau                                           |
| 26 | KOS | KP    | Eroll Zejnullahu                                       |
| 27 | GER | CS    | Julian Günther-Schmidt                                 |
| 28 | SUI | CS    | Kilian Pagliuca                                        |
| 30 | AUT | V     | Manuel Maranda                                         |
| 31 | PHI | KP    | Raphael Obermair                                       |
| 32 | CAN | V     | Daniel Stanese                                         |
| 34 | GER | V     | Aytaç Sulu                                             |
| 37 | GER | CS    | Joy-Lance Mickels                                      |

## Magyarok a klubnál
- Torghelle Sándor
- Dvorschák Gábor